# Meall nan Eun
Meall nan Eun – szczyt w paśmie Glen Etive, w Grampianach Zachodnich. Leży w Szkocji, w regionie Argyll and Bute. 